# سهم الماء عريض الأوراق
سهمية عريضة الأوراق (الاسم العلمي:Sagittaria latifolia) (بالإنجليزية: broadleaf arrowhead)‏ هي نوع من النباتات يتبع جنس السهمية من الفصيلة المزمارية. أوراقه تشبه رأس السهم والأوراق عريضة ولها ساق جارية ممتدة ولكنه يحتاج إلى احواض عميقة لا يقل ارتفاعها عن 50 سم.